# 登戸郵便局
登戸郵便局（のぼりとゆうびんきょく）は神奈川県川崎市多摩区にある郵便局。民営化前の分類では集配普通郵便局であった。

## 概要
住所：〒214-8799 神奈川県川崎市多摩区登戸1685-1

### 併設施設
- ゆうちょ銀行登戸店（さいたま支店登戸出張所）：取扱店番号020720

## 沿革
- 1902年（明治35年）11月16日 - 登戸郵便受取所として開設[1]。
- 1904年（明治37年）3月25日 - 登戸郵便局（三等）となるとともに、貯金取扱を開始[1]。
- 1960年（昭和35年）11月1日 - 特定郵便局から普通郵便局に局種別改定[2]。
- 1961年（昭和36年）3月26日 - 電話交換および電報配達業務を登戸電報電話局に移管。
- 1998年（平成10年）9月1日 - 外国通貨の両替および旅行小切手の売買に関する業務取扱を開始。
- 2007年（平成19年）10月1日 - 民営化に伴い、併設された郵便事業登戸支店、ゆうちょ銀行登戸店に一部業務を移管。
- 2012年（平成24年）10月1日 - 日本郵便株式会社発足に伴い、郵便事業登戸支店を登戸郵便局に統合。

## 取扱内容

### 登戸郵便局
- 郵便、印紙、ゆうパック、内容証明
- 生命保険、バイク自賠責保険、自動車保険、がん保険、引受条件緩和型医療保険
- 「214-00xx」区域（川崎市多摩区の全域）の集配業務
- ゆうゆう窓口

### ゆうちょ銀行登戸店
- 貯金、貸付、為替、振替、振込、国際送金、国債、投資信託、変額年金保険、
- ATM

## 周辺
- 川崎市多摩区役所
- 多摩警察署
- 多摩消防署

## アクセス
- 小田急小田原線 向ヶ丘遊園駅（北口）から徒歩約8分
- 川崎市バス 多摩消防署前停留所、もしくは小田急バス 多摩警察署前停留所下車
- 東名高速道路 東名川崎ICから北へ約4km、中央自動車道 稲城ICから南東へ約6km
- 駐車場あり：6台